# Aria protejată Matra
Munții Matra este o arie protejată (arie de protecție specială avifaunistică — SPA) din Ungaria întinsă pe o suprafață de 37.306,97 ha, integral pe uscat.

## Localizare
Centrul sitului Munții Matra este situat la coordonatele 47°53′15″N 19°57′21″E / 47.8875°N 19.9558°E.

## Înființare
Situl Munții Matra a fost declarat arie de protecție specială avifaunistică în mai 2004 pentru a proteja 23 de specii de animale.

## Biodiversitate
Situată în ecoregiunea panonică, aria protejată nu include niciun habitat protejat.
La baza desemnării sitului se află mai multe specii protejate de  păsări (23): acvilă de câmp (Aquila heliaca), acvilă țipătoare mică (Aquila pomarina), buha (Bubo bubo), caprimulg (Caprimulgus europaeus), barză neagră (Ciconia nigra), șerpar (Circaetus gallicus), porumbel de scorbură (Columba oenas), cristeiul de câmp (Crex crex), ciocănitoare cu spate alb (Dendrocopos leucotos), ciocănitoarea de stejar (Dendrocopos medius), ciocănitoare de grădină (Dendrocopos syriacus), ciocănitoare neagră (Dryocopus martius), presură de munte (Emberiza cia), șoim călător (Falco peregrinus), muscar-gulerat (Ficedula albicollis), sfrâncioc roșiatic (Lanius collurio), ciocârlie de pădure (Lullula arborea), codobatură de munte (Motacilla cinerea), ciuf-pitic (Otus scops), viespar (Pernis apivorus), ciocănitoare verzuie (Picus canus), huhurezul mic (Strix uralensis), silvie porumbacă (Sylvia nisoria)
Pe lângă speciile protejate, pe teritoriul sitului au mai fost identificate 11 specii de plante, 1 specie de păsări, 1 specie de amfibieni, 2 specii de mamifere, 4 specii de reptile.